# Königreich Essex

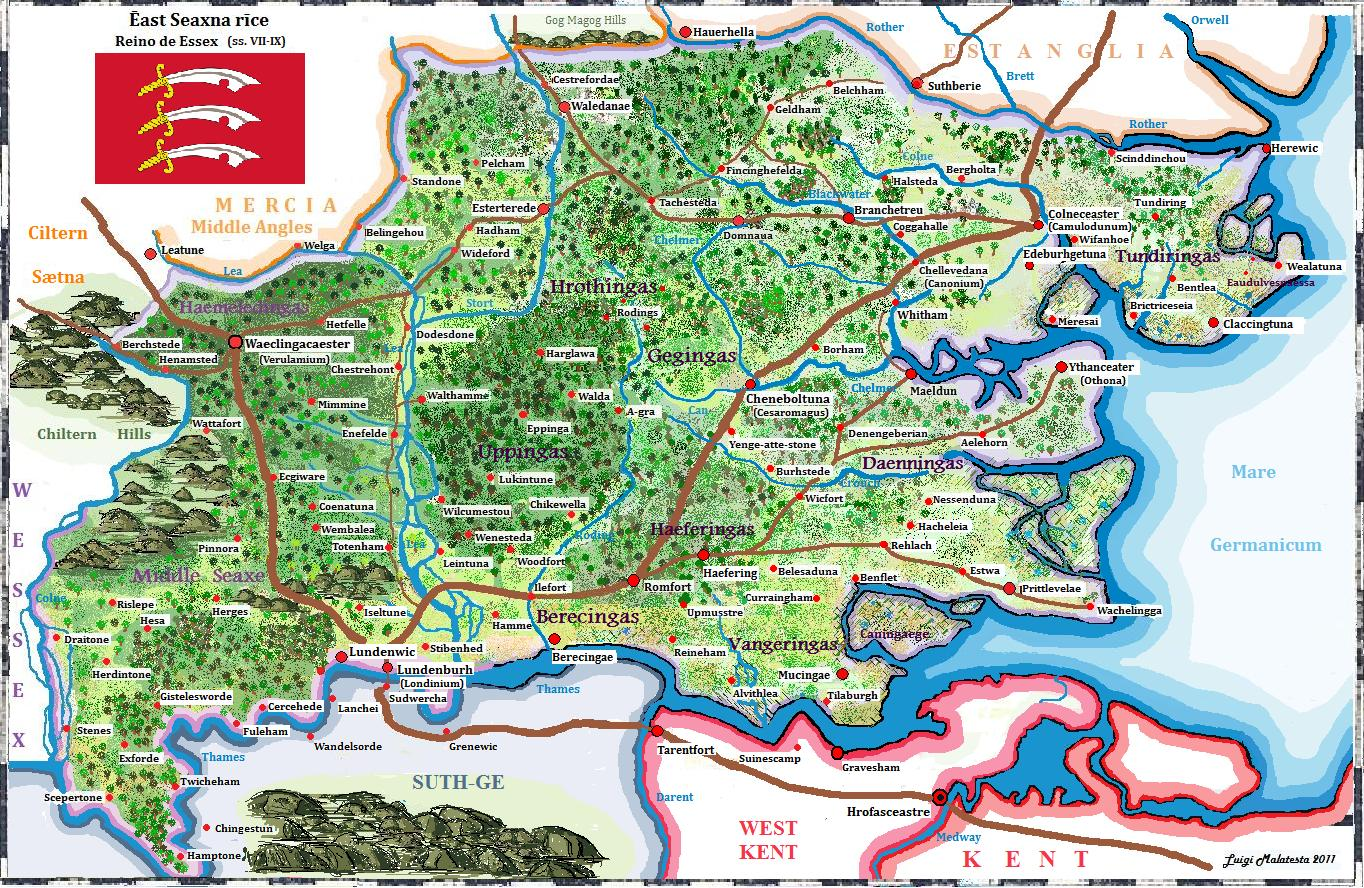
Essex in frühangelsächsischer Zeit

Die angelsächsischen Königreiche zu Beginn des 9. Jahrhunderts

Das Königreich Essex oder Königreich der Ostsachsen (altengl. Ēast Seaxna rīce) war eines der sieben traditionellen Königreiche aus der Zeit der angelsächsischen Heptarchie in England.

## Lage
Das Kernland des Königreiches bildete die heutige Grafschaft Essex, nordöstlich von London in England. Im 7. Jahrhundert umfasste es auch Middlesex und Teile von Hertfordshire. Im Tribal Hidage wurde seine Größe mit 7.000 Hides angegeben. Es gehört damit zu den mittelgroßen Reichen seiner Zeit.

## Geschichte
Die Region wurde bereits im 5. Jahrhundert von Sachsen besiedelt. Zunächst stellten kleine Untergruppen, wie die Rodingas (am Fluss Roding) oder die Brahhingas (bei Braughing), eigenständige politische Strukturen dar. Die Ursprünge des Königtums in Essex wurden nicht sicher überliefert. Als erster König soll Æscwine von 527 bis 587 über Essex geherrscht haben.
König Sæberht (604–616/617), der unter der Oberherrschaft seines Onkels Æthelberht von Kent stand, wurde von diesem zum Christentum bekehrt und gründete in der Hauptstadt Lundenwic (London) das Bistum der East Seaxe (Ostsachsen), mit der St Paul’s Cathedral als Zentrum. Seine Söhne und Nachfolger Sexred, Sæward und ein dritter namentlich nicht bekannter Bruder, die gemeinsam regierten (616/617–617), vertrieben den Londoner Bischof Mellitus und konnten die Vorherrschaft Kents abschütteln. Durch seine Expansionsbestrebungen gegen Surrey geriet Essex in Konflikt mit Wessex in dessen Verlauf die ostsächsischen Könige 617 in einer Schlacht gegen die Westsachsen fielen. Unter dem von Oswiu von Northumbria bekehrten König Sigeberht II. der Heilige (?–653) missionierte Cedd in Essex.
Nachdem König Sigeberht II., dem eine zu christenfreundliche Politik vorgeworfen wurde, von Verwandten ermordet worden war, bestieg sein Bruder Swithhelm (653–664) den Thron von Essex. Möglicherweise war sein Bruder Swithfrith zeitweise Mitregent. Swithhelm trat allerdings auf Initiative des Königs Æthelwald von East Anglia um 661 in Rendelsham, dem Königssitz East Anglias, selbst zum Christentum über und wurde von Bischof Cedd getauft. Eine Oberherrschaft East Anglias über Essex ist für die Zeit Swithhelms nicht auszuschließen. Als während einer Seuche in den Jahren 663/664 zahlreiche Ostsachsen ins Heidentum zurückfielen, war dies der Vorwand für König Wulfhere von Mercia (658–675) die Oberherrschaft über Essex anzustreben. Tatsächlich ging es um die Kontrolle um das blühende Handelszentrum London. Gegen Ende der 680er Jahre erlangte Sebbi (664–694) die Herrschaft über Teile von Kent und setzte dort seinen Sohn Swæfheard (687/688–692/694) als König ein. Der alte Streit zwischen Essex und Wessex wurde erst 704/705 in Brentford beigelegt. Im frühen 8. Jahrhundert verlor Essex London und Middlesex an Æthelbald von Mercia (716–757). 825 wurde Mercia bei Ellandun von Egbert von Wessex geschlagen. Essex wurde zunächst als Unterkönigreich dem Königreich Wessex angegliedert.
Im Jahr 858 wurde Essex vollständig von Wessex absorbiert. Dann geriet Essex unter dänische Kontrolle und wurde um 880 im Vertrag von Wedmore zwischen Alfred dem Großen (871–899) und Guthrum an das Danelag abgetreten. Nach Guthrums Tod begann Alfred mit der Rückeroberung des Danelag und ließ Essex bereits durch einen Ealdorman verwalten. Eduard der Ältere schloss die Eroberung des Danelag 917 ab. Heute ist Essex eine Grafschaft Englands.

## Könige von Essex
Während die anderen angelsächsischen Völker ihre Herkunft vom Gott Wodan herleiteten, führten die Herrscher von Essex ihre Herkunft auf den Gott Saxnot zurück. Auffallend ist die beinahe durchgängige Alliteration der Herrschernamen auf den Buchstaben „S“. Der Dynastiegründer war offenbar Sledda, von dem alle folgenden Könige ihre Herkunft ableiteten. Die gemeinsame Herrschaft von Brüdern, von Vater und Sohn oder Vettern war in Essex durchaus üblich.
- Æscwine (auch Erchenwin; 527–587)
- Sledda (587–604)
- Sæberht (604–616/617)
- Sexred, Sæward und ein dritter namentlich nicht bekannter Bruder gemeinsam (616/617–617), gefallen in einer Schlacht gegen die Westsachsen
- Sigeberht I. (617–?)
- Sigeberht II. (?–653)
- Swithhelm (653–664), evtl. gemeinsam mit seinem Bruder Swithfrith
- Sighere (664–683) und Sebbi (664–694) in je einem Teil des Reiches
- Sigeheard (694–709), zusammen mit seinem Sohn Swæfred und Offa
- Swæfberht (709–738)
- Selered (738–746)
- Swithred (746–?)
- Sigeric I. (?–798)
- Sigered (798–812), danach bis 825 nur noch Herzog von Essex (Dux) aufgrund des Einflusses der Mercier.
- Sigeric II. (fl. 827–840)

### Genealogie des Königshauses
Die Abstammung der Könige wurde im Manuskript MS 23,211 aus dem späten 9. Jahrhundert überliefert. Die Stellung der Könige Swæfberht und Sigeric II. im Stammbaum ist unbekannt. Könige sind durch Fettschrift hervorgehoben.
Seaxneat
Gesecg
Antsecg
Swæppa
Sigefugl
Bedca
Offa
Æscwine
Sledda ⚭ Ricola
Seaxa
Sigeferth
Seleferth
Sigebald
Sigeberht II.
Saelred
Sigeric I.
Sigered
Sæberht ⚭ Æthelgoda
Seaxred
Sebbi
Swaefred
Sigeheard
Sigemund
Swithred
Saeward
Sigeberht I.
Sighere
Offa
Seaxbald (unsicher aber wahrscheinlich)
Swithhelm
Swithfrith (wahrscheinlich)